# Сонніно
Сонніно (італ. Sonnino) — муніципалітет в Італії, у регіоні Лаціо,  провінція Латина.
Сонніно розташоване на відстані близько 85 км на південний схід від Рима, 29 км на схід від Латини.
[[Файл:|thumb|300px|none|]]
Населення — 7487 осіб (2014).
Щорічний фестиваль відбувається 21 жовтня, 25 квітня. Покровитель — San Gaspare del Bufalo.

## Демографія
Населення за роками:

Станом на 1 січня 2023 року в муніципалітеті офіційно проживало 570 іноземців з 43 країн, серед них 109 громадян країн Євросоюзу та 3 громадяни України.

## Уродженці
- Алессандро Альтобеллі (*1955) — відомий у минулому італійський футболіст, нападник, згодом — спортивний функціонер.

## Сусідні муніципалітети
- Амазено
- Монте-Сан-Б'яджо
- Понтінія
- Приверно
- Рокказекка-дей-Вольші
- Террачина